# Parafia Chrystusa Króla Wszechświata w Piastowie
Parafia Chrystusa Króla Wszechświata w Piastowie – rzymskokatolicka parafia należąca do dekanatu pruszkowskiego, archidiecezji warszawskiej, metropolii warszawskiej Kościoła katolickiego w Piastowie, obsługiwana przez księży diecezjalnych.

## Historia
Parafia została erygowana w 1996.

### Kościół parafialny
Obecny kościół parafialny pochodzi z pierwszych lat XXI wieku. Mieści się przy ulicy Ogińskiego.